# Gare de Vieux-Thann-ZI
Ne doit pas être confondu avec Gare de Vieux-Thann.
La gare de Vieux-Thann-ZI est une halte ferroviaire française de la ligne de Lutterbach à Kruth située sur le territoire de la commune de Vieux-Thann dans le département du Haut-Rhin, en région Grand Est.
Mise en service en 2010, c'est une halte de la Société nationale des chemins de fer français (SNCF) desservie par des trains TER Grand Est et du Tram-train Mulhouse-Vallée de la Thur.

## Situation ferroviaire
Établie à 325 m d'altitude, la halte de Vieux-Thann-ZI est située au point kilométrique (PK) 12,273 de la ligne de Lutterbach à Kruth, entre les gares de Cernay et de Vieux-Thann.
C'est une gare de croisement équipée d'une voie d'évitement.

## Histoire
C'est dans le cadre du projet de Tram-train Mulhouse-Vallée de la Thur, initié en 2004, qu'il est envisagé d'ouvrir un deuxième arrêt ferroviaire sur la commune de Vieux-Thann. Vieux-Thann-ZI est inaugurée le 27 novembre 2010, le train spécial transportant les personnalités est parti à 9 h 45 de la gare de Graffenwald, il s'arrête à Vieux-Thann-ZI à 11 h 30 pour la cérémonie d'inauguration. 
Comme les autres gares et arrêts, cette ouverture est financée dans le cadre du programme régional d'aménagement des gares (PAG) de la région Alsace. L'aménagement multimodal comprend notamment : un abri à vélo fermé, un dépose-minute, un parking éclairé pour 29 véhicules, un arrêt pour les cars et bus et un environnement paysager de l'ensemble. Les travaux, d'un coût total de 276 711 euros ont été cofinancés par la région, la commune et la Communauté de communes du Pays de Thann. L'arrêt a également bénéficié d'un aménagement spécifique au service du tram-train comprenant notamment le mobilier de quai.
Après une première circulation d'essais le 3 juin 2010, La mise en service du tram-train a été effective à partir du 12 décembre 2010, date de sa mise en exploitation commerciale.

## Fréquentation
De 2015 à 2024, selon les estimations de la SNCF, la fréquentation annuelle de la gare s'élève aux nombres indiqués dans le tableau ci-dessous.
| Année     | 2015   | 2016   | 2017   | 2018   | 2019   | 2020   | 2021   | 2022   | 2023   | 2024   |
| --------- | ------ | ------ | ------ | ------ | ------ | ------ | ------ | ------ | ------ | ------ |
| Voyageurs | 25 872 | 21 017 | 20 815 | 20 228 | 24 167 | 18 540 | 21 483 | 24 439 | 26 367 | 36 878 |

## Service des voyageurs

### Accueil
Halte SNCF, c'est un point d'arrêt non géré (PANG) à entrée libre. Elle est équipée d'automates pour l'achat de titres de transport.

### Desserte
Vieux-Thann ZI est desservie par des trains TER Grand Est et le Tram-train Mulhouse-Vallée de la Thur.

### Intermodalité
Un parc pour les vélos et un parking pour les véhicules sont aménagés.